# Egenland
Egenland är en tvåspråkig dokumentärserie som besöker och lyfter fram mindre kända turistmål i Finland. Alla turistmål som besöks i serien har föreslagits av tittarna. Programledarna, som växlar språk mellan finska och svenska under programmets gång, är Hannamari Hoikkala och Nicke Aldén. Regissörer är Tuula Viitaniemi och Jouko Salokorpi. På seriens hemsidor samlas alla resmål på en interaktiv karta.
Seriens första säsong premiärvisades på Yle Teema den 27 mars 2018 och visades på tisdagskvällar kl. 20. I varje avsnitt om 30 minuter besöks tre eller flera olika resmål från olika delar av Finland. De 30 resmål som besöktes i den första säsongen valdes ut bland över 500 förslag från allmänheten. Säsong två och tre sändes 2019 respektive 2020 enligt samma koncept, men säsongerna kortades ned till åtta avsnitt per säsong.
Resejournalisternas Gille valde Egenland till Årets turismgärning 2018.